# Бакола, Дэррил
Дэррил Бакола́ (фр. и англ. Darryl Bakola; родился 30 ноября 2007, Клиши-ла-Гаренн, Франция) — французский футболист, атакующий полузащитник клуба «Олимпик Марсель».

## Клубная карьера
Воспитанник команд «Аньер», «Расинг Клёб де Франс», «Ред Стар», в 2022 году Дэррил Бакола присоединился к академии клуба «Олимпик Марсель». В сезоне 2023/24 сыграл ключевую роль в победе молодёжной команды «Марселя» в Кубке Гамбарделла. 28 апреля 2024 года впервые попал в заявку основной команды «бело-голубых» на матч Лиги 1 против «Ланса», однако на поле не появился. В сентябре 2024 Бакола подписал свой первый профессиональный контракт с «Олимпиком». 5 января 2025 года Дэррил дебютировал за «Марсель», выйдя на замену в матче чемпионата Франции против «Гавра».

## Карьера в сборной
Выступал за сборную Франции до 17 лет.